# Neil Emblen
Neil Emblen (nascut el 19 de juny de 1971) és un futbolista anglès que és entrenador de la selecció de futbol de Nova Zelanda sub-23. Jugà com a centrecampista en la seva carrera futbolística.
Emblen ha jugat la majoria de la seva vida en el futbol anglès, amb el Millwall FC, el Wolverhampton Wanderers FC, el Crystal Palace FC, el Norwich City FC i el Walsall.

## Trajectòria esportiva
Emblen començà la seva carrera futbolística com a jugador juvenil del Tonbridge Angels, abans d'anar-se'n al Sittingbourne i després el Millwall FC per 210.000£ en una transferència que a més incloïa a Michael Harle. Després de jugar per una temporada amb el Millwall, Emblen va ser fitxat pel Wolverhampton Wanderers FC per 600.000£, on esdevindria jugador titular regularment per tres anys al Molineux.
Per 2.000.000£ el va fitxar el Crystal Palace FC el 1997 on hi estaria però tan sols una temporada, i el 1998, després de marcar dos gols contra el Scunthorpe United, Emblen va retornar-se'n al Wolverhampton Wanderers a canvi que el club pagués el que quedava de les 2.000.000£ encara en deute pel fitxatge inicial. Aquesta segona volta amb el club va veure'l admirat pels fans, ja que dominava en la posició de migcampista ofensiu. Això acabà el 2001 quan va ser transferit al Norwich City FC per 500.000£.
Emblen fou titular en tan sols sis partits en un total de dos anys amb el Norwich City a causa de reiteradament tenir lesions al genoll i els últims mesos del seu contracte se n'anà al Walsall primer com a jugador cedit i després en ser fitxat el juny de 2003. A l'anar-se'n del Walsall el 2005, Emblen va anar a Nova Zelanda per a ser contractat amb el New Zealand Knights. Pocs anys després, aquest equip va cessar el joc i va desaparèixer com a entitat esportiva.
Emblen va ser contractat després pel Waitakere United. Amb aquest equip l'anglès ha jugat en 75 partits i ha marcat 8 gols, aquest primer fent-lo dels 6 jugadors que han jugat més partits pel Waitakere United. Emblen ha jugat en el Campionat del Món de Clubs de la FIFA en dues ocasions: el 2007 i el 2008.
El juny de 2009 Emblen va ser declarat com a entrenador del Waitakere United, fent-lo alhora jugador i entrenador. A més, l'octubre de 2011 Emblen va ser declarat com a l'entrenador de la selecció neozelandesa sub-23.

## Palmarès
- Lliga de Campions de l'OFC (1): 2007-08.
- Campionat de Futbol de Nova Zelanda (4): 2007-08, 2009-10, 2010-11, 2011-12.